# 滕紀
滕紀（1471年—？），字子振，留守前衛旗籍，山東萊陽縣人，明朝政治人物。

## 生平
順天府鄉試第二十六名舉人。弘治十八年（1505年）中式乙丑科會試第二百六十八名，三甲第一百七十五名進士。

## 家族
曾祖滕周；祖父滕昇；父滕俊，母楊氏。永感下。兄滕綱。